# مارگارت الیزا مالتبی
 مارگارت الیزا مالتبی (انگلیسی: Margaret Eliza Maltby؛ زاده ۱۰ دسامبر ۱۸۶۰ درگذشته ۱۹۴۴) یک فیزیک‌دان سرشناس اهل ایالات متحده آمریکا بود که به دلیل اندازه‌گیری مقاومت‌های الکترولیتی بالا و رسانایی محلول‌های بسیار رقیق مشهور بود. مالتبی اولین زنی بود که مدرک لیسانس علوم را از مؤسسه فناوری ماساچوست دریافت کرد، جایی که توانست به عنوان یک دانشجوی «ویژه» ثبت نام کند، زیرا این موسسه دانشجویان دختر را نمی پذیرفت. او همچنین اولین زنی بود که در سال ۱۸۹۵ مدرک دکترای فیزیک را از دانشگاه گوتینگن دریافت کرد.